# Acústico MTV: Cidade Negra
Acústico MTV: Cidade Negra é o primeiro álbum ao vivo e o primeiro em vídeo da banda de reggae brasileira Cidade Negra, lançado em 4 de junho de 2002 em CD e DVD pela Sony Music. Foi gravado nos dias 25 e 26 de novembro de 2001 no Polo de Cinema e Vídeo, Rio de Janeiro, e produzido por Liminha e Paul Ralphes, à convite da MTV Brasil para integrar a série Acústico MTV. Tanto o DVD quanto o CD foram certificados como disco de ouro pela ABPD.

## Contexto
| “ | "Na hora de optar pelo repertório, a gente sabia que tinha duas coisas básicas: não deixar de tocar músicas que fossem fundamentais pra gente e, ao mesmo tempo, fazer um disco que agradasse ao nosso público." | ” |

Foi gravado em 25 e 26 de novembro de 2001 no Polo de Cinema e Vídeo de Jacarepaguá, no Rio de Janeiro. Segundo o baterista Lazão "cerca de metade das canções que entraram no CD foi escolhida pelos fãs via Internet, três meses antes.".
Assim, o álbum conta com todos os hits da banda até então ("A Sombra da Maldade", "O Erê", "Onde Você Mora?", entre outras) e duas inéditas: "Berlim" e a faixa de trabalho "Girassol", composta em parceria com Pedro Luís. O álbum conta ainda com uma versão em português de um clássico mundial: Johnny B. Goode, de Chuck Berry, com o arranjo igual a versão de Peter Tosh.
Segundo o vocalista Toni Garrido, "o critério básico do álbum foi o tempo todo calcado em cima da simplicidade. Porém uma coisa não podia ser abandonada, que era o som. Este é talvez o disco com a parte sonora mais bem cuidada que a gente fez. O critério era que as melhores músicas iriam entrar. Como só cabiam 17, a gente sacou que algumas canções não estivessem talvez bem executadas, ou a gente talvez não tivesse conseguido tirar o som específico que desejava. Isso aconteceu com "Falar A Verdade".
| Críticas profissionais                                                      | Críticas profissionais |
| Avaliações da crítica                                                       | Avaliações da crítica  |
| Fonte                                                                       | Avaliação              |
| --------------------------------------------------------------------------- | ---------------------- |
| AMG                                                                         | [ 7 ]                  |
| Esta tabela precisa de ser acompanhada por texto em prosa. Consulte o guia. |                        |

## Faixas

#### CD
1. "Girassol"
2. "A Sombra da Maldade"
3. "Johnny B. Goode"
4. "Soldado da Paz"
5. "Firmamento"
6. "Extra"
7. "O Erê"
8. "Podes Crer"
9. "A Estrada"
10. "Berlim"
11. "Já Foi"
12. "Onde você mora?"
13. "Pensamento"
14. "Conciliação"
15. "Realidade Virtual"
16. "Mensagem"
17. "A Cor do Sol"

#### DVD
1. "A Sombra da Maldade"
2. "Realidade Virtual"
3. "Pensamento"
4. "Girassol"
5. "Podes Crer"
6. "Doutor"
7. "Conciliação"
8. "Mensagem"
9. "Extra"
10. "Soldado da Paz"
11. "Firmamento"
12. "Onde você mora?"
13. "A Estrada"
14. "Berlim"
15. "Downtown"
16. "Já Foi"
17. "O Erê"
18. "Johnny B. Goode"
19. "A Cor do Sol"
20. "Falar a Verdade" (faixa bônus)

## Créditos

#### Cidade Negra
- Toni Garrido - voz e violão de nylon
- Da Gama - violão e vocais
- Bino Farias - baixolão e baixo acústico
- Lazão - bateria e vocais

#### Músicos de apoio
- Sérgio Yazbek - violão, violão de 12, violão slide
- Alex Meirelles - piano, piano Rhodes, harmônio, órgão
- Humberto Barros - acordeom, Hammond Organ, piano Wurlitzer e clavineta
- Eduardo Lyra - percussão
- Jessé Sadoc - trompete e arranjo de metais
- Marcelo Martins - sax
- Aldivas Ayres - trombone
- Cidália Castro, Gil Miranda e Gilce de Paula - backing vocals (exceto em "Downtown")

#### Participação especial
- Gilberto Gil - vocais ("Extra")

## Vendas e certificações
| Ano  | Versão | Órgão  | Certificação | Vendas   |
| ---- | ------ | ------ | ------------ | -------- |
| 2002 | CD     | (ABPD) | Ouro         | 100,000+ |
| 2002 | DVD    | (ABPD) | Ouro         | 25,000+  |

## Prêmios e indicações
| Ano  | Trabalho          | Prêmio                      | Indicação                                         | Resultado | Ref.  |
| ---- | ----------------- | --------------------------- | ------------------------------------------------- | --------- | ----- |
| 2002 | Música "Girassol" | MTV Video Music Brasil 2002 | "Melhor Videoclipe do Ano - Escolha da Audiência" | Indicado  | [ 8 ] |